# Manolo Valdés

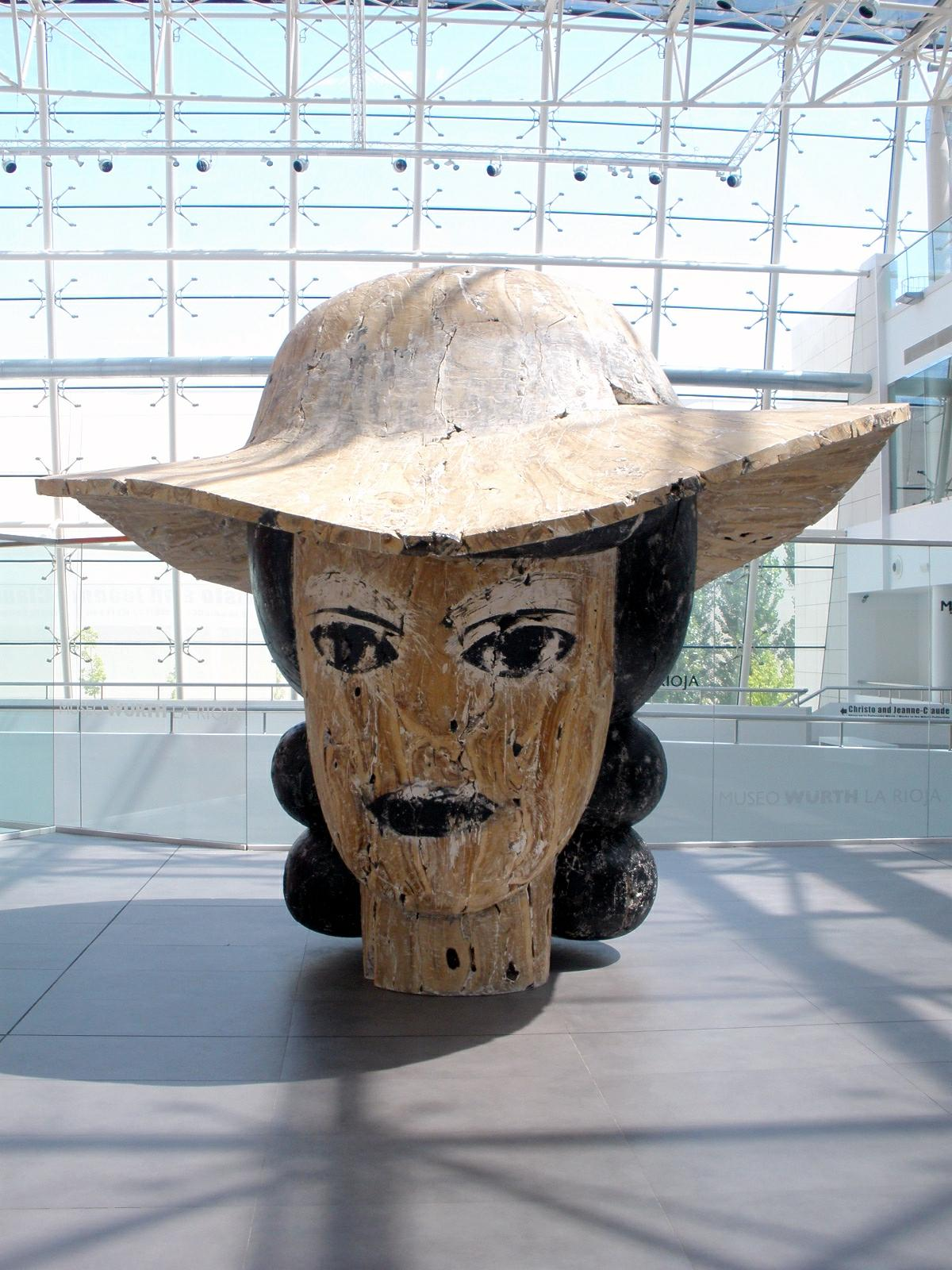
Lillie (2006), obra emblemática de Manolo Valdés, en la colección del Museo Würth La Rioja (Agoncillo, España).

Manuel Valdés Blasco, conocido como Manolo Valdés (Valencia, 8 de marzo de 1942), es un pintor y escultor español residente en Nueva York. Fue el introductor en España de una forma de expresión artística que combina el compromiso político y social con el humor y la ironía.

## Biografía
Manolo Valdés nació en Valencia el 8 de marzo de 1942. Hijo de María Gracia Blasco Marqués, natural de la localidad castellonense de Altura, por lo que su infancia y adolescencia estuvo muy vinculada a dicha población. En 1957 se matriculó en la valenciana Escuela de Bellas Artes de San Carlos en la que estuvo dos años, abandonado los estudios para dedicarse a pintar.
En 1964 fundó el grupo artístico Equipo Crónica junto con Juan Antonio Toledo y Rafael Solbes en el cual se mantuvo hasta la muerte de Solbes en 1981, aun cuando a los dos años de la fundación del grupo, Toledo lo había abandonado.
A la muerte de Rafael Solbes siguió trabajando en solitario en Valencia durante unos años, hasta que en 1989 viajó a Nueva York donde montó su estudio y siguió experimentando con las nuevas formas de expresión. Está representado por Opera Gallery. Montó también estudio en Madrid para la realización de grandes esculturas, alternando la creación en ambas ciudades.

## Su obra

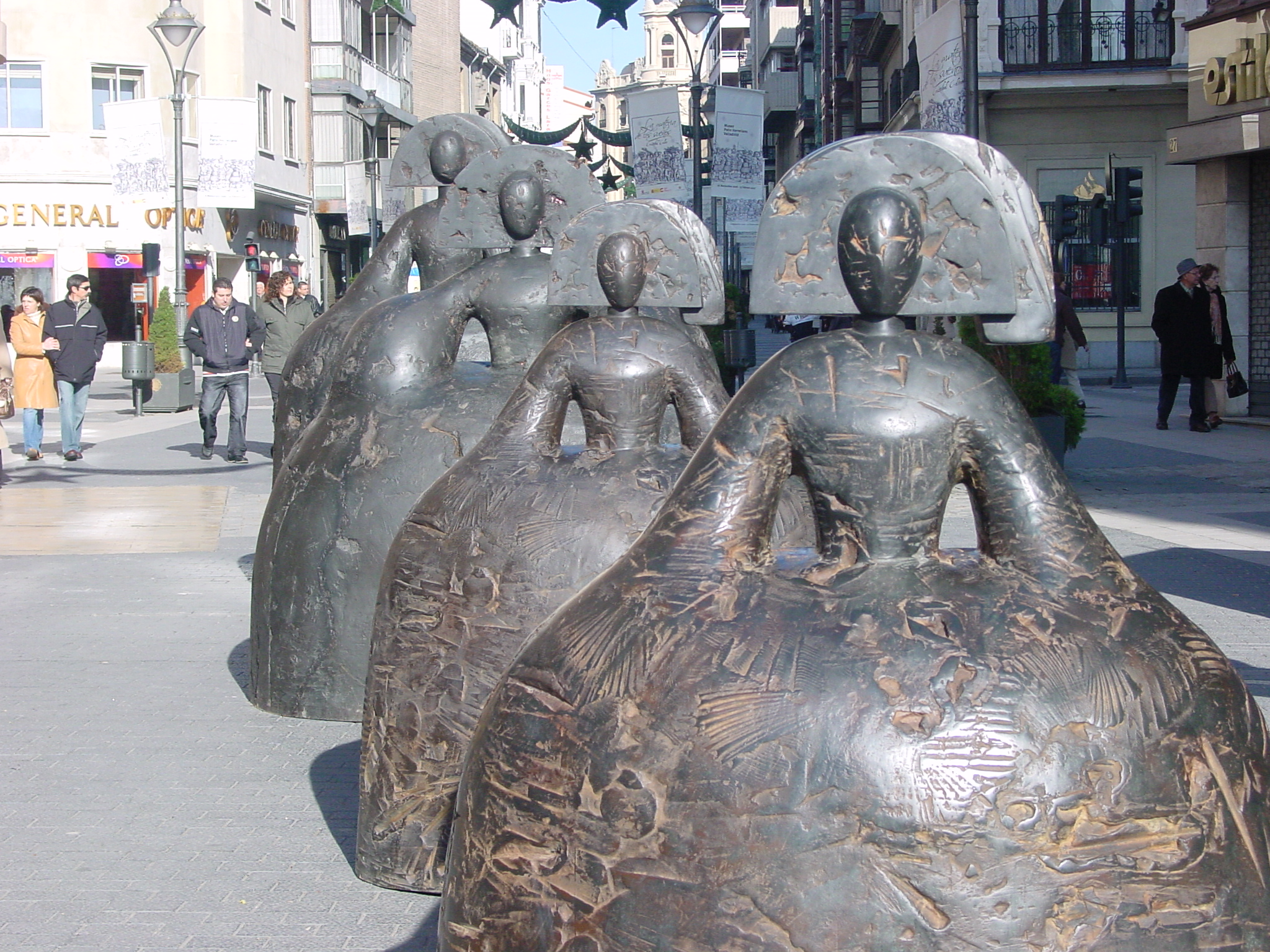
Esculturas de Manolo Valdés. Valladolid.

Influido por Velázquez, Rembrandt, Rubens y Matisse, Manolo Valdés realiza una obra de gran formato en la que las luces y colores expresan un sentimiento de tactilidad por el tratamiento dado a los materiales. Su obra fuerza a quien la observa a indagar en la memoria y buscar imágenes significativas de la historia del arte.

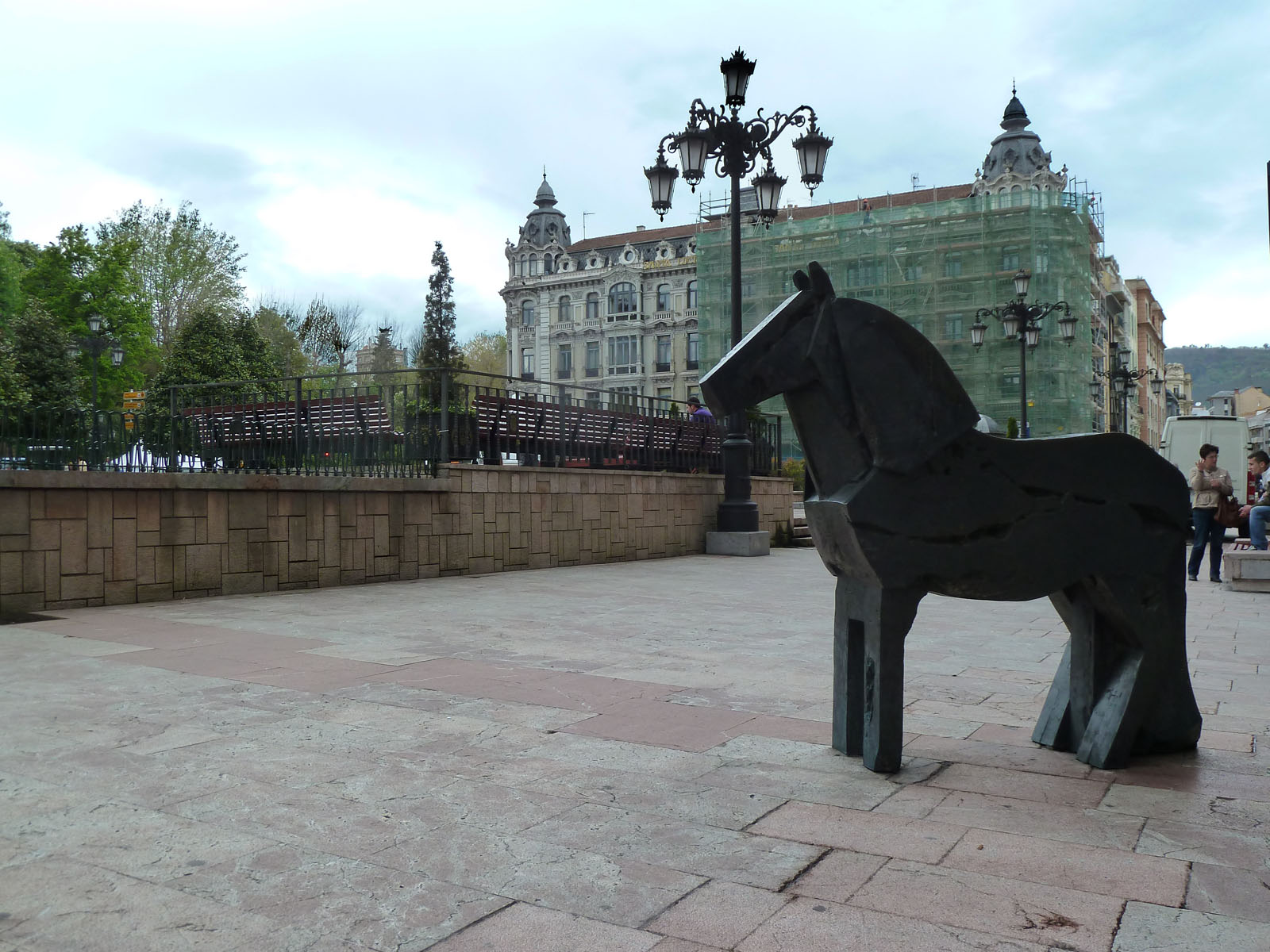
Una de las piezas que compone el conjunto escultórico Asturcones, en Oviedo.

Además de los trabajos expuestos como parte del Equipo Crónica, Valdés realizó, entre los años 1965 y 1981, más de 70 exposiciones, tanto individuales como colectivas. Como escultor, es autor de La Dama del Manzanares (2003), obra de 13 metros de altura situada en el Parque Lineal del Manzanares (Madrid). En el año 2005 llevó a cabo el conjunto escultórico Asturcones, para la ciudad de Oviedo.
Valdés ha recibido varios premios, entre los que destacan: en 1965 los premios Lissone y Biella, en Milán (Italia), en 1979, la Medalla de plata de la II Bienal Internacional de Grabados en Tokio (Japón) y Premio del Museo de Arte Bridgestone en Lis'79 en Lisboa (Portugal); en 1983 el Premio Nacional de Artes Plásticas; el Premio Alfons Roig, en Valencia; el Premio Nacional de Bellas Artes de España; en 1986 la Medalla de la Bienal del Festival Internacional de Artistas Plásticos, en Bagdad (Irak) y en 1993 la Condecoración de la Orden de Andrés Bello en la clase de Banda de Honor, en Venezuela.
En 2012 fue el encargado de diseñar el cartel de la temporada taurina en la Real Maestranza de Caballería de Sevilla.
El sociólogo Zygmunt Bauman lo ha calificado como uno de los más destacados exponentes del arte líquido, en su obra Vida líquida, junto a Herman Braun-Vega y Jacques Villeglé.

## Fotos de esculturas

Obras de Manolo Valdés
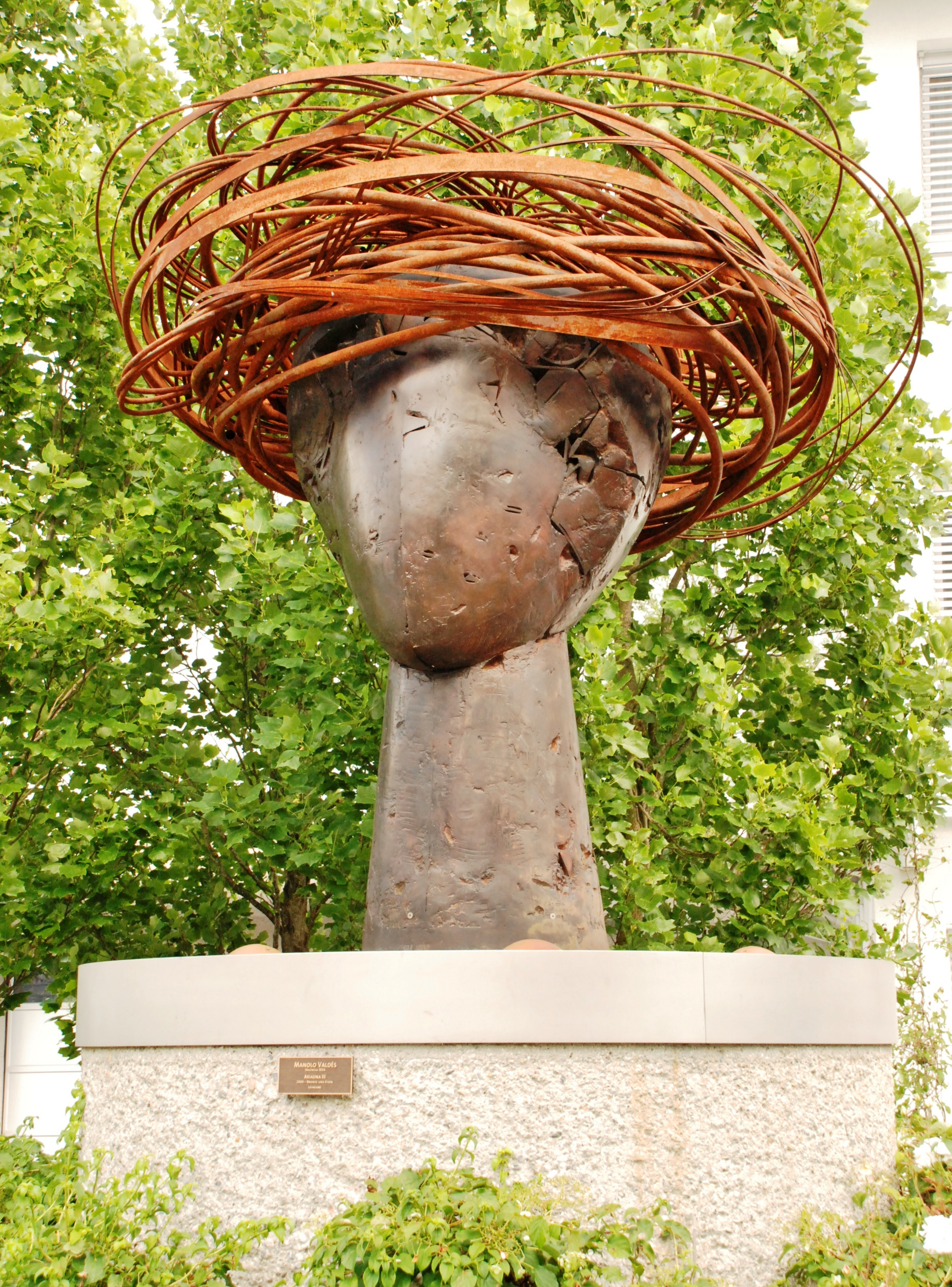
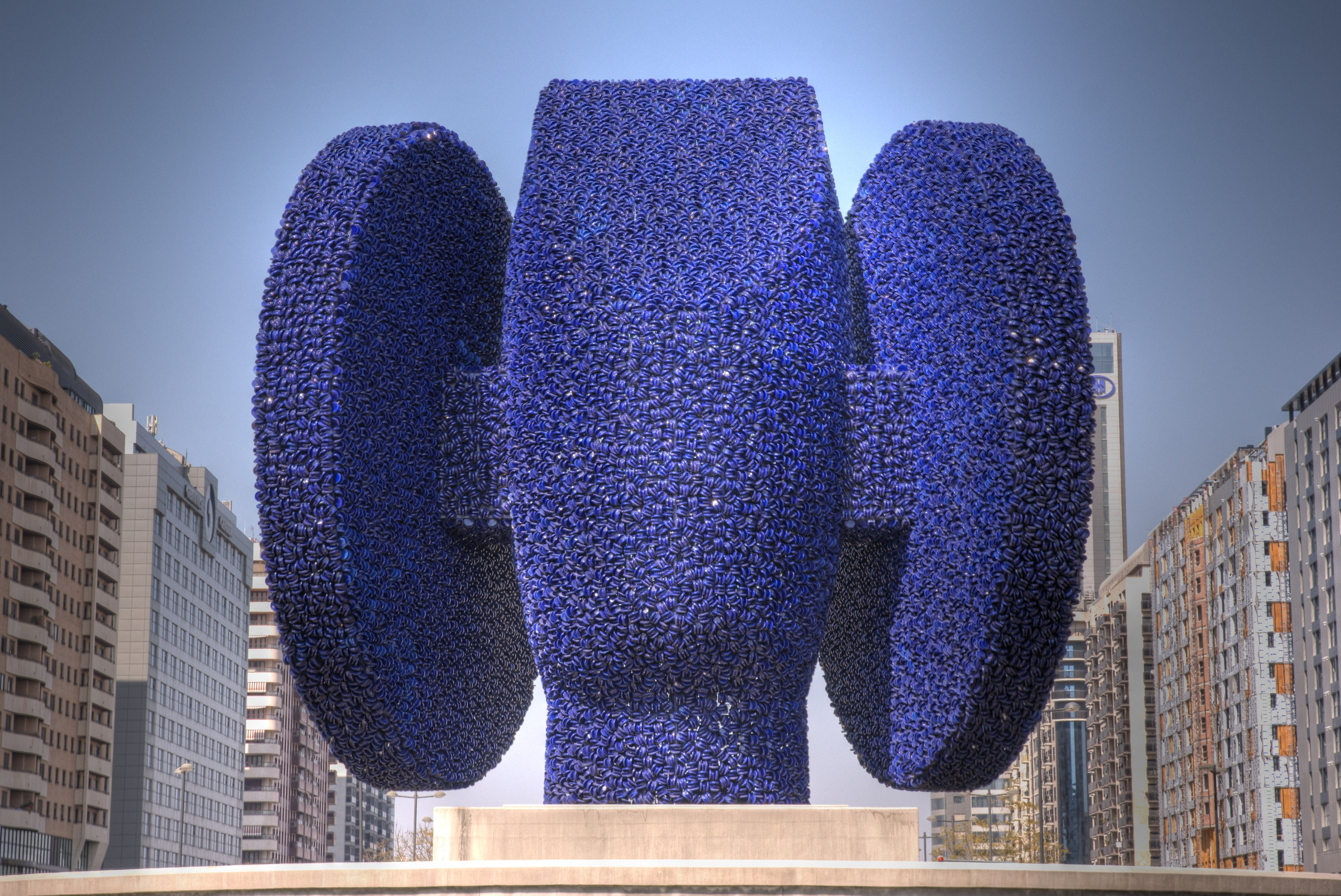
Dama Ibérica, Valencia.
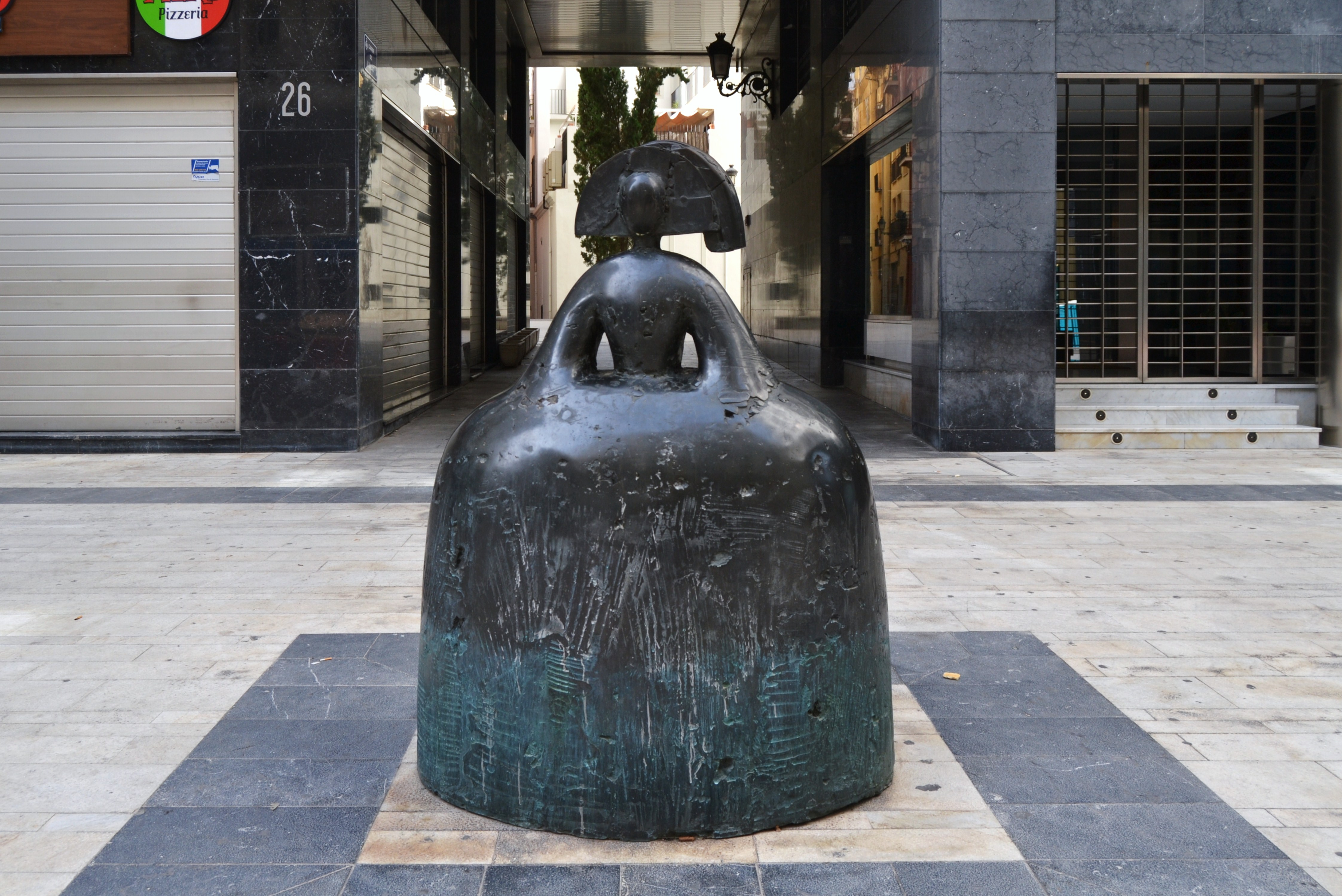
Reina Mariana, Valencia
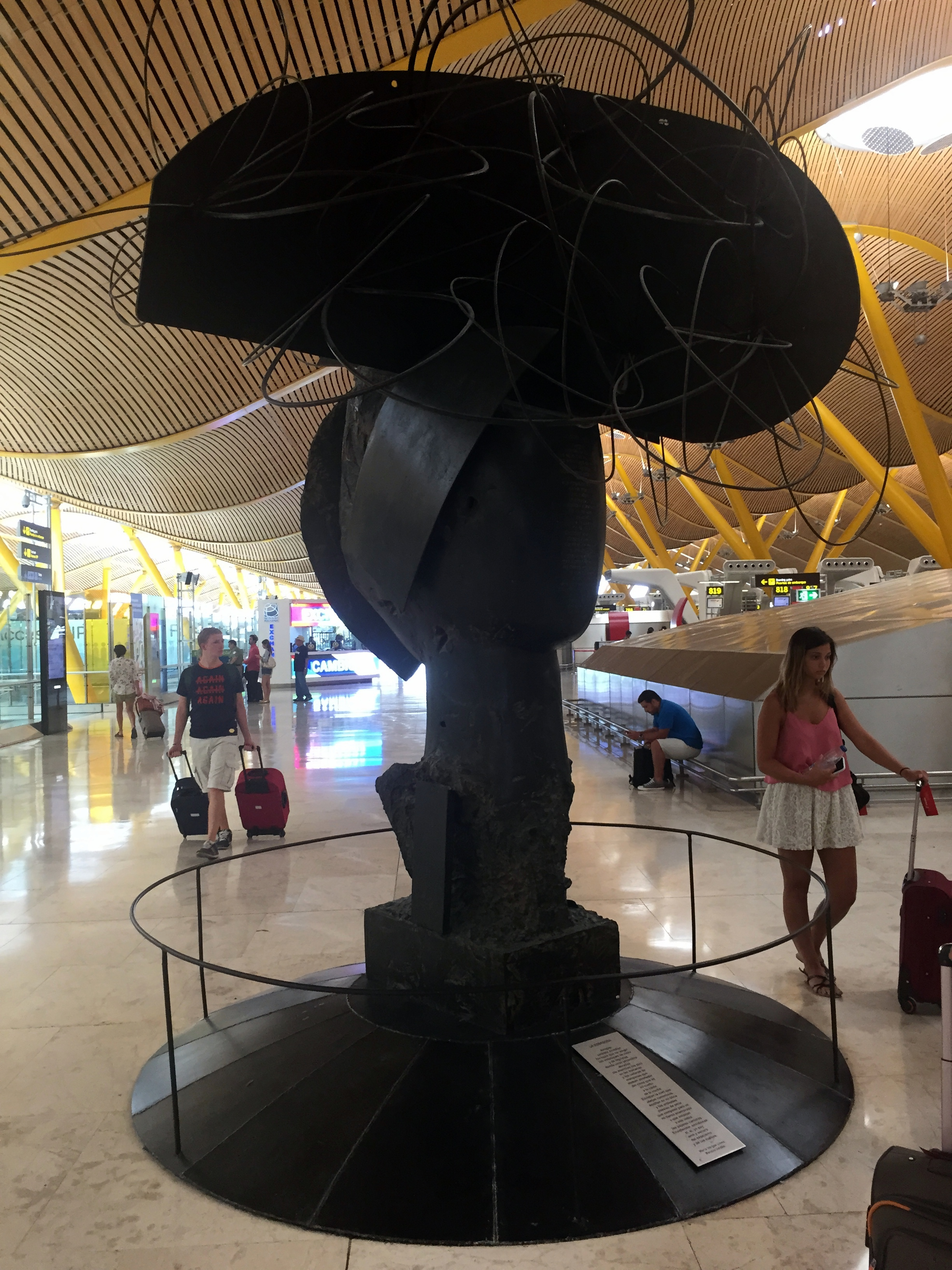
Three Ladies of Barajas (2004)
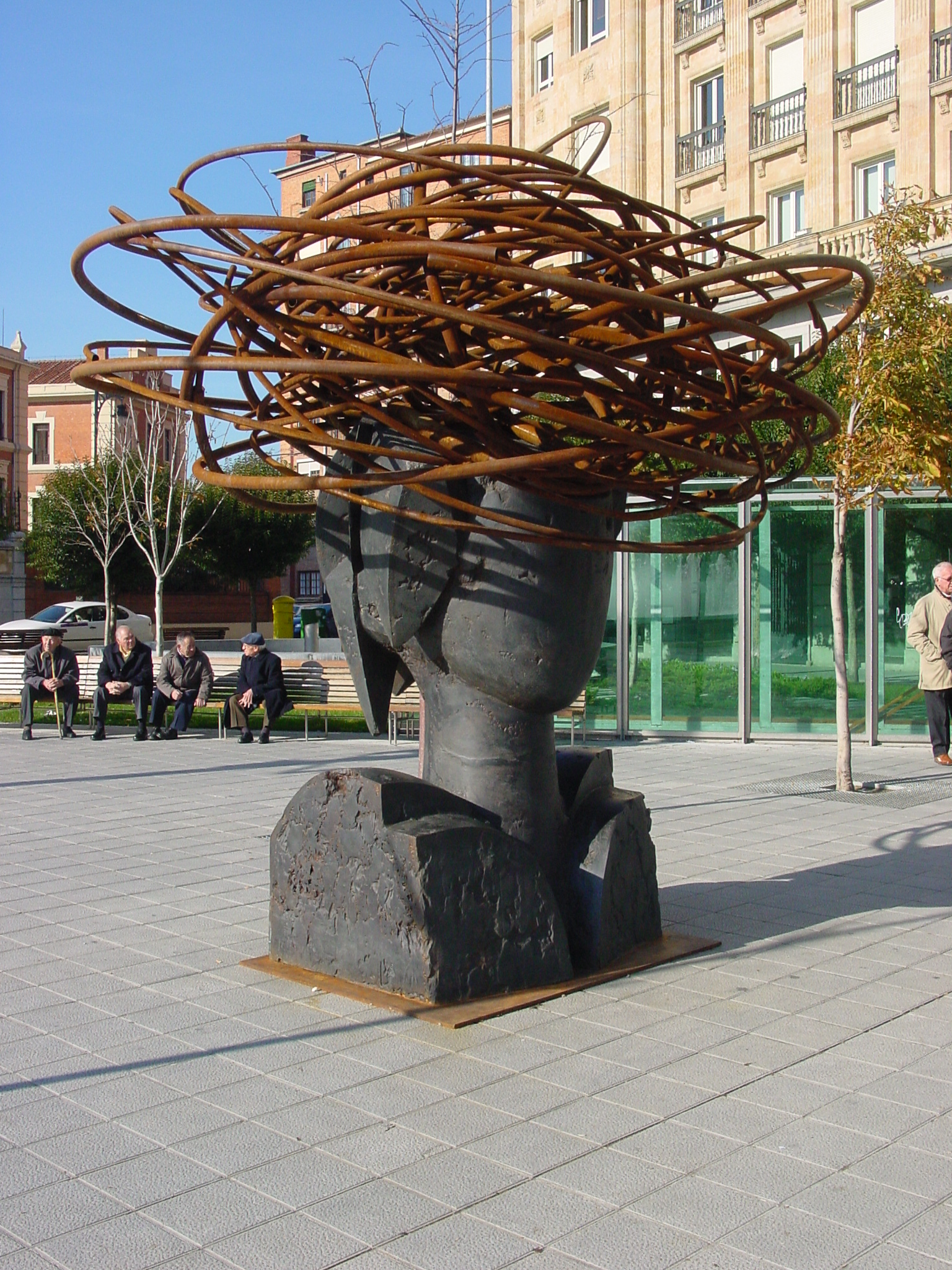
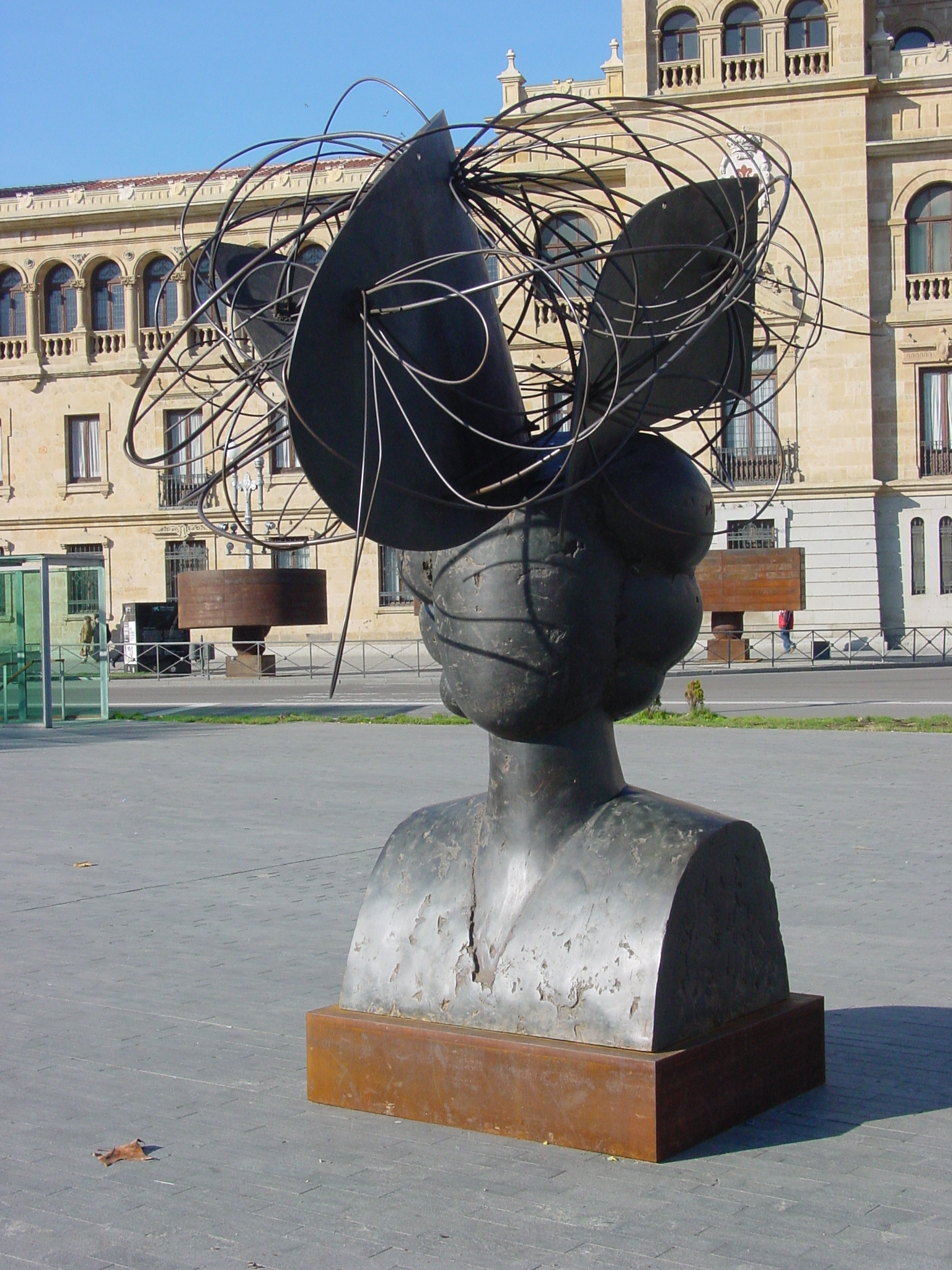
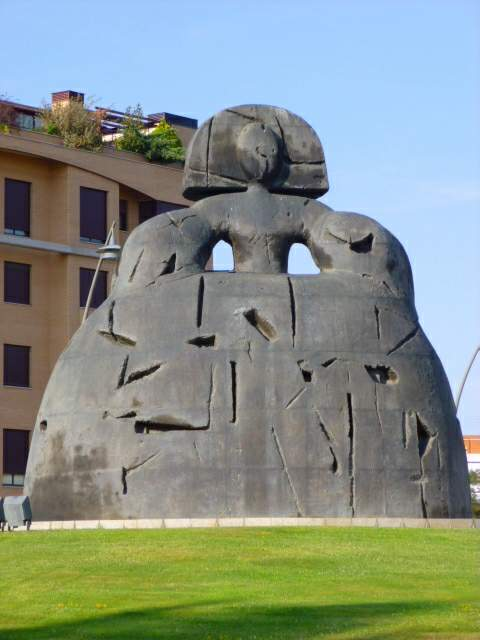
Menina en Alcobendas
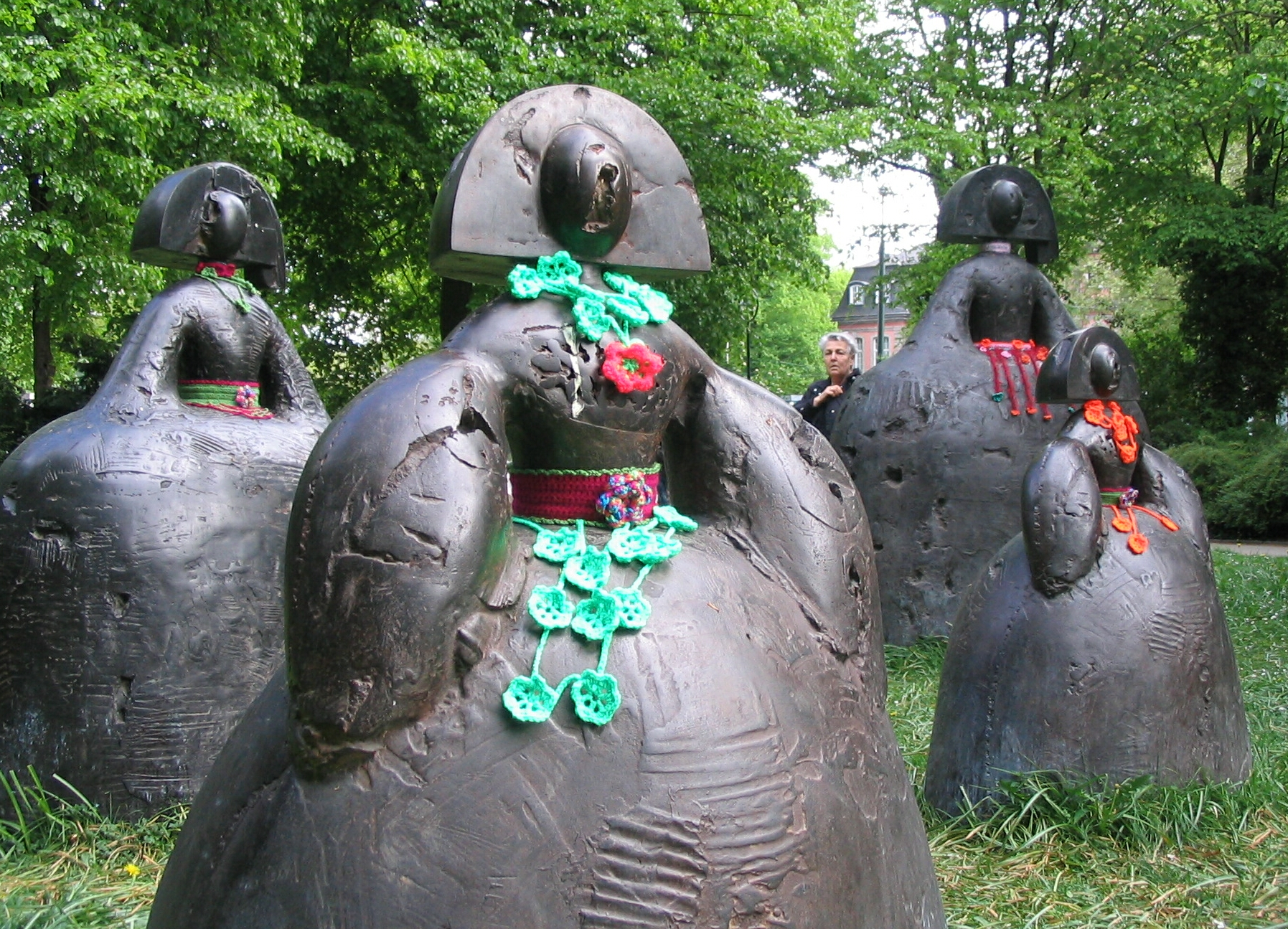
Meninas en Düsseldorf
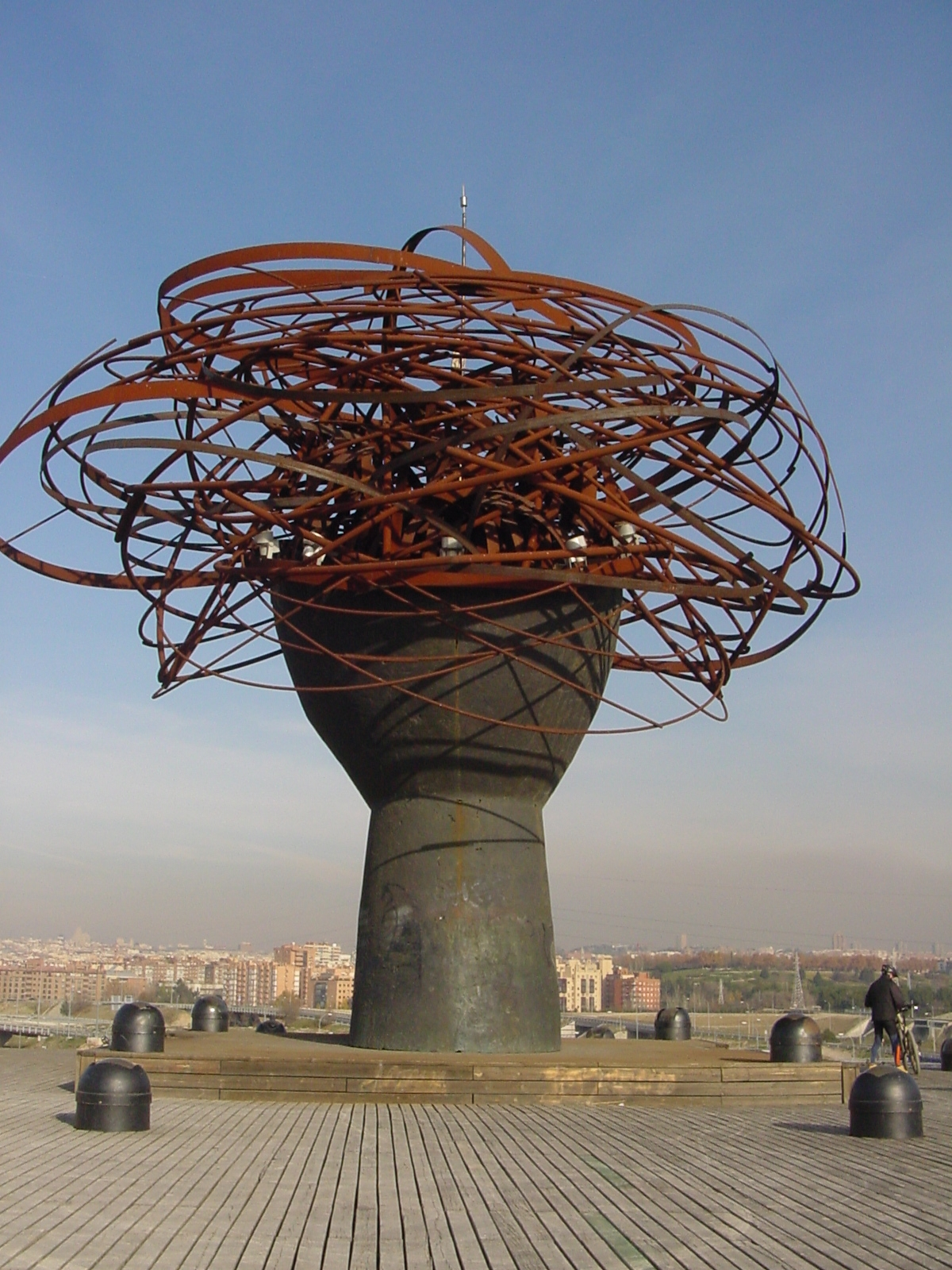
La Dama del Manzanares (Madrid)

## Libros
- 'Damas y caballeros' (Artika, 2024)